# 케빈에 대하여 (영화)
《케빈에 대하여》(We Need to Talk About Kevin)는 2011년 개봉한 미국, 영국 합작의 스릴러 드라마 영화이다. 라이어널 슈라이버의 동명의 소설을 바탕으로 하고 있다.

## 줄거리
10대 소년 케빈 캐처도리언(Kevin Katchadourian, 에즈라 밀러 분)은 고등학교에서 학살을 일으킨 후 감옥에 수감되어 있다. 한때 성공한 여행 작가였던 그의 엄마 에바(Eva, 틸다 스윈턴 분)은 황폐한 집에 혼자 살며 케빈의 교도소 근처의 마을에 있는 작은 여행사에서 일을 한다. 그녀는 그녀가 케빈의 엄마라는 사실을 알고 있는 마을 사람들의 분노와 적개심의 대상이 되고, 케빈을 키웠던 지난 시간들을 돌아본다. 영화에서는 에바의 그런 기억이 플래시백으로 나타난다.
케빈은 자라면서 내내 어떤 것에 특별한 관심을 기울어지도 않고 무언가 비뚤어진 행동을 한다. 에바는 엄마로서의 정체성에 혼란을 느끼며 케빈에게 좀처럼 정을 붙이지 못한다. 그리고 결국 이러한 것들은 어렸을 적에는 끊임없이 운다거나 배변 훈련 자체를 거부한다거나 서투르게나마 사랑을 표현하는 에바를 거부한다거나 하는 등 케빈의 행동들에 영향을 미친다. 한번은 케빈이 기저귀를 갈자마자 또 다시 똥을 싸버리자 에바는 화를 참지 못하고 그를 벽으로 던져버리고 케빈의 팔이 부러진다. 아빠인 프랭클린이 무슨일이냐고 묻자 케빈은 태연하게 테이블 위에서 기저귀를 갈다가 장난감 트럭위로 떨어졌다고 말한다. 나중에 에바와 케빈이 차를 몰고 집으로 가는 길에 에바가 가게에 들렀다 집에 가자고 하자 케빈이 당장 집에 가고 싶다고 하는 장면에 있다. 이 장면에서 케빈은 아무말없이 팔이 부러졌던 상처를 긁자 에바는 알 수 없는 두려움을 느낀다. 에바는 프랭클린에게 케빈에 대해 지속적으로 말하려고 하지만 그는 케빈의 행동이 어린 남자 아이의 행동에 불과하다며 별 것 아닌 것이라고 한다. 그러던 와중에 둘 사이에 둘째 실리아(Celia)가 태어난다. 마침내 케빈이 어떤 것에 흥미를 보이기 시작했는데, 그것은 바로 활쏘기이다. 프랭클린은 아들을 위해 마당에 과녁과 장비들을 사주었다. 실리아의 애완동물이 죽거나 주방 세척제가 실리아의 눈에 들어가 실명을 하게 되는 등의 일들이 벌어지면서 에바는 본능적으로 이것이 케빈과 관계가 있음을 알아챈다. 그러나 프랭클린은 역시 케빈은 아무 잘못이 없다고 하고 이렇게 부부 사이는 멀어지게 된다. 그리고 에바는 케빈이 다른 사람을 다치게 하면서 희열을 느끼고 있음을 알게되고 아들에게서 두려움을 느낀다. 결국 케빈은 학교 체육관에서 친구들에게 화살을 쏘고 경찰에 체포된다. 에바가 집에 돌아왔을 때는 이미 남편과 딸 역시 아들에게 살해당한 뒤였다.
영화는 사건이 발생한 지 2년 후 에바와 케빈의 재회로 끝을 맺는다. 에바는 케빈에게 왜 그랬느냐고 묻지만, 케빈은 한 때는 그 이유를 알았다고 생각했지만 지금은 더 이상 모르겠다고 답한다. 에바는 케빈을 말 없이 안아주고 교도소를 나온다.

## 출연
- 틸다 스윈턴 - 에바 캐처도리언 역
- 존 C. 라일리 - 프랭클린 플래스킷
- 에즈라 밀러 - 케빈 캐처도리언 역
  - 재스퍼 뉴얼 - 어린 케빈
  - 로키 듀어 - 신생아 케빈
- 애슐리 게러시모비치 - 셀리아 캐처도리언
- 셔반 팰런 호건 - 완다